# Xysticus vachoni
Xysticus vachoni är en spindelart som beskrevs av Schenkel 1963. Xysticus vachoni ingår i släktet Xysticus och familjen krabbspindlar. Inga underarter finns listade i Catalogue of Life.